# 樱草杜鹃
樱草杜鹃（学名：Rhododendron primuliflorum）为杜鹃花科杜鹃花属下的一种常绿小灌木。